# Vepsze nyelv
A vepsze (vepszéül: vepsän kel' ) egy finnugor, közelebbről balti finn nyelv, amelyet mintegy 3610-en beszélnek a Ladoga-tó, Onyega-tó és a Beloje-tó közötti területen Oroszországban.

## A vepsze kapcsolata más nyelvekkel

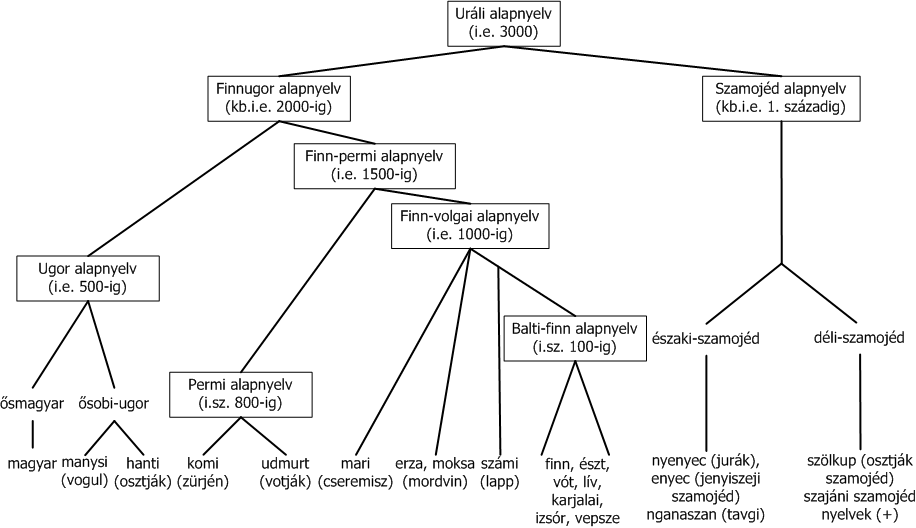
Az uráli nyelvcsalád

A vepsze a balti finn nyelvek közé tartozik a finnel, a karjalaival, az izsórral, a vóttal, az észttel és a lívvel közösen. Jelenleg a legközelebb a karjalai és a lűd áll hozzá. Ugyanakkor a lűdöt hagyományosan nem tartják külön finnségi nyelvnek, mivel a térségben számos, egymástól távol található, kisebb nyelvközösség nevezi magát lűdnek vagy livvinek a karjailaiak és a vepszék között is. A két szó etimológiailag rokon, mindkettő az orosz люди [ljudi] 'nép, emberek' jelentésű szóból származik. Feltehetően ez a szó található meg a lívek nevében is, ugyanis a finnségi népek ma használt neveinek nagy része idegen eredetű, és jellemzően nem adtak maguknak megkülönböztető nevet. Ezt bizonyítja például az észt maa rahvas '(e)földi nép', a lív rāndali 'partlakók' és a vepsze tähine 'idevalósi' önelnevezések. A vepsze név feltehetően a vepsi 'haluszony' jelentésű szóból származik, a finnségi népeknél jellemző volt ugyanis, hogy a törzsek a különböző, ruhán hordott szövetdarabokkal jelezték hovatartozásukat.
Arra vonatkozóan nincsenek biztos ismereteink, hogy a közös balti finn alapnyelvből milyen sorrendben és hogyan váltak ki az egyes leánynyelvek. Bár evvel kapcsolatban számtalan elmélet született, de a finnségi nyelvek nagy fokú grammatikai hasonlósága, a szétvált nyelvek további együttélése és hosszan tartó egymásra hatása, valamint az egyes nyelveknél későn kialakuló írásbeliség a rekonstrukciót szinte lehetetlenné teszi.
A vepsze fokváltakozás létének kérdése megosztja a nyelvészeket. A fokváltakozás lényege, hogy egy szótagban bizonyos mássalhangzók (olykor magánhangzók) megjelennek/eltűnnek, mennyiségileg vagy minőségileg megváltoznak a szerint, hogy az adott szótag nyitott (magánhangzóra végződik) vagy zárt (mássalhangzóra végződik).
Say István fokváltakozásnak tartja a következő tőváltozatokat:
- lihaz 'izom' lihase-, lihas-, lihas-
- olut 'sör' olude-, olu-, oluz-
- olemine 'létezés' olemiže-, olemiš-, olemiž-
- neižne 'leány' neičče-, neidiš-, neičč-
- agjatoi 'végtelen' agjatoma-, agjaton-, agjatom-
- karbe 'zuzmó' karpke-, karbe-, karpk-
- purde 'forrás' purtke-, purde-, purtk-
- voiže 'kenőcs' voiške-, voiže-, voišk-
- lähte 'lék' lähtke-, lähte-, lähtk-
- kütte 'póráz' kütke-, kütte-, kütk-

Ezek közül az első oszlop szavainak tőtípusai a finnben is megtalálhatóak, de nem történik bennük fokváltakozás (kivéve az utolsó szóban, de nem ott, ahogy a vepszében).
- lihas 'izom' lihakse-, lihas-
- olut 'sör' olue-, olut-
- oleminen 'létezés' olemise-, olemis-
- nainen 'nő' naise-, nais-
- ääretön 'végtelen' äärettöme-, ääretön-

Ez persze nem bizonyíték arra, hogy a vepszében sem történik fokváltakozás, de az egyes tőtípusokat ebben az esetben inkább a múltban lejátszódó hangváltozások eredményeinek köszönhetjük, mint fokváltakozásnak.
Evvel szemben a második oszlop szavainak mássalhangzó-változásait joggal nevezhetnénk fokváltakozásnak, hiszen ezekben a szavakban az a közös, hogy bennük egy k hang jelenik vagy nem jelenik meg, méghozzá jellemzően zárhangok környezetében. A k, t és p hangok és azok geminátái minden olyan balti finn nyelvben részt vesznek a fokváltakozásban, amelyekben a jelenség létezik, a nyelvészek azt feltételezik, hogy a kk, tt, pp hangkapcsolatokban játszódott le először a fokváltakozás. Ráadásul a bemutatott szavakban tipikusan olyan hangkapcsolatok találhatóak, amelyeket más nyelvekben érint a fokváltakozás.
A nyelvészek meg szokták különböztetni a finnségi nyelvek északi és déli csoportját, a legszembeötlőbb, nem más nyelvekkel való érintkezés nyomán kialakult különbség a két csoport között, hogy az északi ágban az *-isi-, a déliben a *-ksi- feltételesmódjel rögzült a korábbi alternatív alakok közül. A vepszében az északi ágra jellemző toldalékot találjuk -iži- alakban. Szintén jellemző, hogy az északi csoportban a birtokos személyjelek megőrződtek, a déli csoportban pedig eltűntek, és szerepüket a személyes névmások birtokos esetű alakjai vették át, bár a vepsze az északi csoportba tartozik, a birtokos személyjelek kivesztek.
A balti finn nyelvek között különbséget tehetünk a szerint is, hogy melyekben található meg a fokváltakozás jelensége, és melyekben nem. A nyelvészet úgy tartja, hogy a vepszében nincs fokváltakozás, csakúgy, mint a lívben. Ez két dolgot jelenthet, vagy azt, hogy ez a két nyelv előbb vált ki a finnségi nyelvek közül, mintsem, hogy a fokváltakozás kialakult volna, vagy azt, hogy a jelenség megvolt, és csak később veszett ki. A nyelvészek nem értenek egyet abban, hogy melyik eset áll fenn, mint ahogy abban sem, hogy a fokváltakozás valóban hiányzik-e a lívből és a vepszéből.
A vepszére legnagyobb hatással az orosz volt, és ennek nyomai a nyelv minden szintjén megmutatkoznak. A legszembeötlőbb a hangrendszer átalakulása. Az oroszhoz hasonlóan a vepsze sem használja a rövid-hosszú megkülönböztetést sem a magánhangzók, sem pedig a mássalhangzók esetében, viszont a vepszében is jellemző, hogy a legtöbb mássalhangzó meglágyul bizonyos magánhangzók hatására, ha azok követik őket. Szintén orosz hatásra létrejött az ige paradigmában egy visszaható ragozás (ami a balti finn nyelvek között egyedülálló), ez logikájában nagyban hasonlít a lettben és litvánban tapasztaltakra is. Mind a négy nyelvre jellemző, hogy a visszaható ragozásban egy -s/-š/-s' hang található (igaz a vepszében csak a többes számú alakokban), és a visszaható igék ragjai valamilyen alakbeli alternánsai az egyszerű ragozáséinak. A visszaható ragozás megkülönböztetése olyan innováció, amely nyelvi érintkezéssel került át egyik nyelvből a másikban.
| nyelv: | főnévi igenév         | E/1            | E/2                 | E/3               | T/1               | T/2                | T/3               |
| ------ | --------------------- | -------------- | ------------------- | ----------------- | ----------------- | ------------------ | ----------------- |
| vepsze | pesta ’mosni’         | pezen          | pezed               | pezeb             | pezem             | pezet              | pezeba            |
| vepsze | pestas ’mosakodni’    | pezemoi        | pezetoi             | pezese            | pezemoiš          | pezetoiš           | pezesoiš          |
| orosz  | мыть ’mosni’          | мою [moju]     | моешь [mojeʃʲ]      | моет [mojet]      | моем [mojem]      | моете [mojete]     | моют [mojut]      |
| orosz  | мыться ’mosakodni’    | моюсь [mojusʲ] | моешься [mojeʃʲsja] | моется [mojetsja] | моемся [mojemsja] | моетесь [mojetesʲ] | моются [mojutsja] |
| lett   | mazgāt ’mosni’        | mazgāju        | mazgā               | mazgā             | mazgājam          | mazgājat           | mazgā             |
| lett   | mazgāties ’mosakodni’ | mazgājos       | mazgājies           | mazgājas          | mazgājamies       | mazgājaties        | mazgājas          |
| litván | mazgoti ’mosni’       | mazgoju        | mazgoji             | mazgoja           | mazgojam          | mazgojat           | mazgoja           |
| litván | mazgotis ’mosakodni’  | mazgojuos      | mazgojies           | mazgojasi         | mazgojamės        | mazgojatės         | mazgojas          |

A baltikumi indoeurópai nyelvek közül a lettben, litvánban is létezik szintetikusan képzett jövő idő, a vepsze azonban ezekkel feltehetően közvetlenül nem érintkezett, ezért sokkal valószínűbb, hogy a vepszében a szintetikus jövő idő belső fejlődés eredménye. Szintén belső fejlemények azok a ragok, amelyek a névutók és a primér ragok összeolvadásából jöttek létre.

## Története és jelene

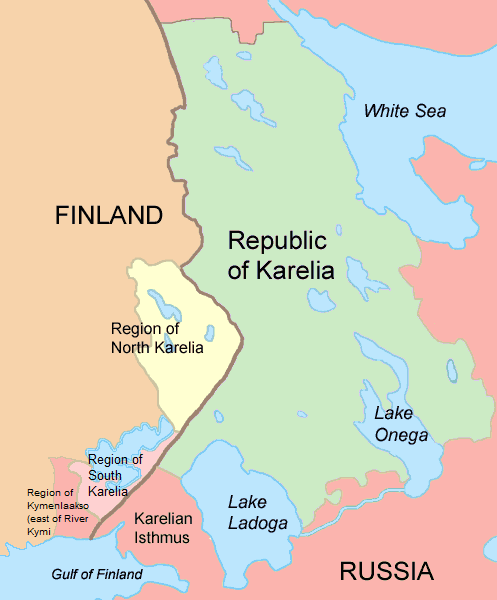
A vepszék a Ladoga-tó délkeleti, az Onyega-tó délkeleti és a Beloje-tó által körülzárt háromszögben élnek. A Beloje-tó (oroszul: Белое озеро) (angolul:Lake Beloye) a térkép jobb alsó sarkában található

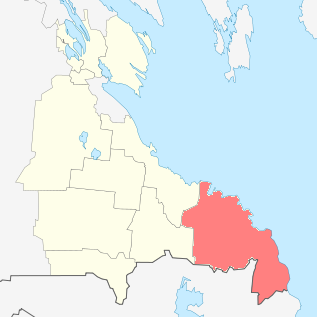
Az Onyegamelléki járás térképe, rajta pirossal jelölve a Vepsze nemzetiségi körzet, amely 1994 és 2004 között létezett

A vepszék a Ladoga-tó délkeleti, az Onyega-tó délkeleti és a Beloje-tó által körülzárt háromszögben élnek. A vepszék közel fele él a Karél Köztársaság területén, a többiek a Leningrádi és a Vologdai területen. A Karél köztársaság Onyega-tó melletti területét nevezik Onyegamelléki járás, ennek legdélkeletibb része 1994 és 2004 között részben önálló volt Vepsze nemzetiségi körzet néven. A körzet önállósága idején a terület lakosságának közel harmada volt vepsze. Bár Oroszországban az egyes köztársaságoknak és autonóm területeknek vannak az orosz mellett regionálisan elfogadott nyelvei, a Karél Köztársaság az egyetlen, ahol csak az orosz nyelv a hivatalos nyelv, így tehát sem a karjalai, sem pedig a vepsze nem használható a hivatali életben, és nincsen vepsze nyelvű oktatás sem.
A vepszének három fő nyelvjárása van. Az északi vepszét az Onyega-tó környékén, a középső vepszét a Leningrádi területen, a déli vepszét pedig a Vologdai területen beszélik. Az irodalmi nyelv alapja a középső vepsze nyelvjárás lett.

A vepszék zászlaja. A finnségi népek északi csoportjának zászlói a finn zászlóval hasonlatosak. A vepsze zászlóban is megtalálható a finnek kék keresztje. A piros csík az inkeri finnek zászlajából való. A zöld rész a vepszéknek kedves erdőségeket jelképezik. A vepsze zászló sokban hasonlít a karjalai zászlóhoz.

A vepsze írásbeliség kezdetei csak az 1930-as évekig nyúlnak vissza. A vepsze ábécét 1931-ben alkották meg, amelynek alapja a latin betűs írás lett. Hamarosan elkezdtek vepsze nyelvű tankönyveket írni, a munkacsoport vezetője Matti Hämäläinen, leningrádi egyetemi docens volt. Az első tankönyv 1932-ben látott napvilágot Ezmäne vepsiden azbuk i lugendknig (A vepszék első ábécéje és olvasókönyve) címmel. 1932 és 1933 között a leningrádi területen 54 vepsze nyelvű iskola működött, 1934-ig minden iskolát elláttak anyanyelvi tankönyvekkel. 1932 és 1937 között közel 30 vepsze könyv és szótár jelent meg, köztük három nyelvtan és egy szótár. Az északi nyelvjárás területein csak 1937-ben kezdődött el az anyanyelvi oktatás, és csak két hónapig tartott. Ugyanis a hatalom azon volt, hogy egyre inkább visszaszorítsa a kisebbségi nyelveket, 1936-ban még csak arról hoztak rendeletet, hogy a latin betűs írást használó nyelveknek át kell térniük a cirill ábécére, 1937-ben pedig már arról, hogy a kisebbségi nyelveket be is tiltják. A tiltás évei után az 1990-es években ismét lehetőség adódott a nemzetiségek számára. Újra jelennek meg vepsze nyelvű könyvek, főként finn és észt közreműködéssel.
Jelenleg a finnországi Vepsän Seura, az oroszországi St. Petersburg Vepsian Society és az Orosz Tudományos Akadémia Karéliai Központjában működő Nyelvészeti, Irodalmi és Történeti Intézete dolgozik a vepsze nyelv fejlesztésén és ápolásán. 1993-tól megjelenik a Kodima (Szülőföl) című internetes újság vepsze és orosz nyelven, és a Wikipédiának is van vepsze nyelvű változata. Mivel azonban a hivatalos érintkezésben nem használható és nincsen anyanyelvi oktatás, a vepsze eltűnőben van. A vepsze szerepel a veszélyeztetett nyelvek listáján.

## Hangtan és írás

### Magánhangzók
A vepszében nyolc magánhangzó található, amelyeket a következő táblázat foglal össze.
| IPA    | [ɑ] | [e] | [i] | [o] | [u] | [y] | [æ] | [ø] |
| Vepsze | a   | e   | i   | o   | u   | ü   | ä   | ö   |
| Magyar | (ȧ) | (ë) | i   | o   | u   | ü   | (ä) | ö   |

Találunk köztük hátul képzetteket (a, o, u) és elöl képzetteket (e, i, ü, ä, ö). Mivel azonban a vepszében nincs magánhangzó-harmónia és illeszkedés, ezért valódi jelentősége a magánhangzók lágyító képességében van. A források nem értenek egyet abban, hogy mely hangok képesek lágyítani az előttük álló mássalhangzót: egyes források szerint az összes elöl képzett magánhangzó (e, i, ü, ä, ö), máshol azt találjuk, hogy csak az ajakréses hangok (e, i, ä), megint máshol azt írják, hogy csak azok a hangok, amelyek az oroszban is lágyítanak (e, i). A nyelvtörténetben elsősorban az i és a j hangok lágyították az előttük (pl.: kil' 'nyelv' < *kieli, pall'az 'csupasz' < *paljas), bizonyos esetekben pedig a mögöttük álló hangot is (pl.: il'm 'levegő' < *ilmä).
A vepsze nem különböztet meg rövid és hosszú magánhangzókat, evvel egyedülálló a balti finn nyelvek között. Ez a jelenség feltehetően idegen, mindenekelőtt orosz hatásra alakulhatott ki. A finnugristák azt feltételezik rokon nyelvi összevetések alapján, hogy a hosszú magánhangzók a cseremisz finn-volgai közösségből való kiválása után kezdtek el kialakulni. A hosszú magánhangzók főként a tővéghangzók lekopásából eredő pótlónyúlás nyomán jöttek létre, a közfinn kor végére felteszik a hosszú ē, ī, ō, ū hangok meglétét. Nem lehet tudni, hogy a vepszében kialakult-e a rövid-hosszú szembenállás a teljes magánhangzó-rendszerben mire elkezdődött a különbségtétel eltűnése.

### Mássalhangzók
A mássalhangzók között megkülönböztethetünk keményeket, lágyítottakat és olyanokat, amelyek nem lágyíthatóak, ide tartoznak č, š, ž és j hangok.
|                     | Kemény mássalhangzók | Kemény mássalhangzók | Kemény mássalhangzók | Kemény mássalhangzók | Kemény mássalhangzók | Kemény mássalhangzók | Kemény mássalhangzók | Kemény mássalhangzók | Kemény mássalhangzók | Kemény mássalhangzók | Kemény mássalhangzók | Kemény mássalhangzók | Kemény mássalhangzók | Kemény mássalhangzók | Kemény mássalhangzók | Kemény mássalhangzók | Nem lágyítható hangok | Nem lágyítható hangok | Nem lágyítható hangok | Nem lágyítható hangok |
| IPA                 | [b]                  | [t͡s]                 | [d]                  | [f]                  | [ɡ]                  | [x]                  | [k]                  | [l]                  | [m]                  | [n]                  | [p]                  | [r]                  | [s]                  | [z]                  | [t]                  | [v]                  | [t͡ʃ]                  | [ʃ]                   | [ʒ]                   | [j]                   |
| Vepsze              | b                    | c                    | d                    | f                    | g                    | h                    | k                    | l                    | m                    | n                    | p                    | r                    | s                    | z                    | t                    | v                    | č                     | š                     | ž                     | j                     |
| Magyar              | b                    | c                    | d                    | f                    | g                    | h                    | k                    | l                    | m                    | n                    | p                    | r                    | sz                   | z                    | t                    | v                    | cs                    | s                     | zs                    | j                     |
|                     | Lágy mássalhangzók   |                      |                      |                      |                      |                      |                      |                      |                      |                      |                      |                      |                      |                      |                      |                      |                       |                       |                       |                       |
| IPA                 | [bʲ]                 | [t͡sʲ]                | [dʲ]                 | [fʲ]                 | [ɡʲ]                 | [xʲ]                 | [kʲ]                 | [lʲ]                 | [mʲ]                 | [nʲ]                 | [pʲ]                 | [rʲ]                 | [sʲ]                 | [zʲ]                 | [tʲ]                 | [vʲ]                 |                       |                       |                       |                       |
| Vepsze (jelöletlen) | b                    | c                    | d                    | f                    | g                    | h                    | k                    | l                    | m                    | n                    | p                    | r                    | s                    | z                    | t                    | v                    |                       |                       |                       |                       |
| Vepsze (jelölt)     | b'                   | c'                   | d'                   | f'                   | g'                   | h'                   | k'                   | l'                   | m'                   | n'                   | p'                   | r'                   | s'                   | z'                   | t'                   | v'                   |                       |                       |                       |                       |

A lágyítás lényege, hogy az adott hang képzése közben a nyelvhát a kemény szájpadlás felé közelít. A lágyított hangok nem feleltethetőek meg egy az egyben a magyar palatális hangoknak (gy, ly, ny, ty), mivel a palatalizáltság elsődleges, a lágyítás viszont másodlagos képezési jegy. (Egyes nyelvekben mindkettő része a mássalhangzó-rendszernek, pl.: latgal nyelvben). A lágyítást – mivel alapvetően fonetikai természetű – az írásrendszer alapesetben nem jelöli. A lágyítás jelölésének szabályai az oroszéhoz hasonló, lásd az Írás című részben. A mássalhangzók között szintén nem jellemző a rövid-hosszú szembenállás. A hangrendszerben csak néhány hosszú mássalhangzót találunk. Ezek palatálisok, írásképük pedig kétféle lehet: ll' vagy l'l' és tt' vagy t't' .

### Írás

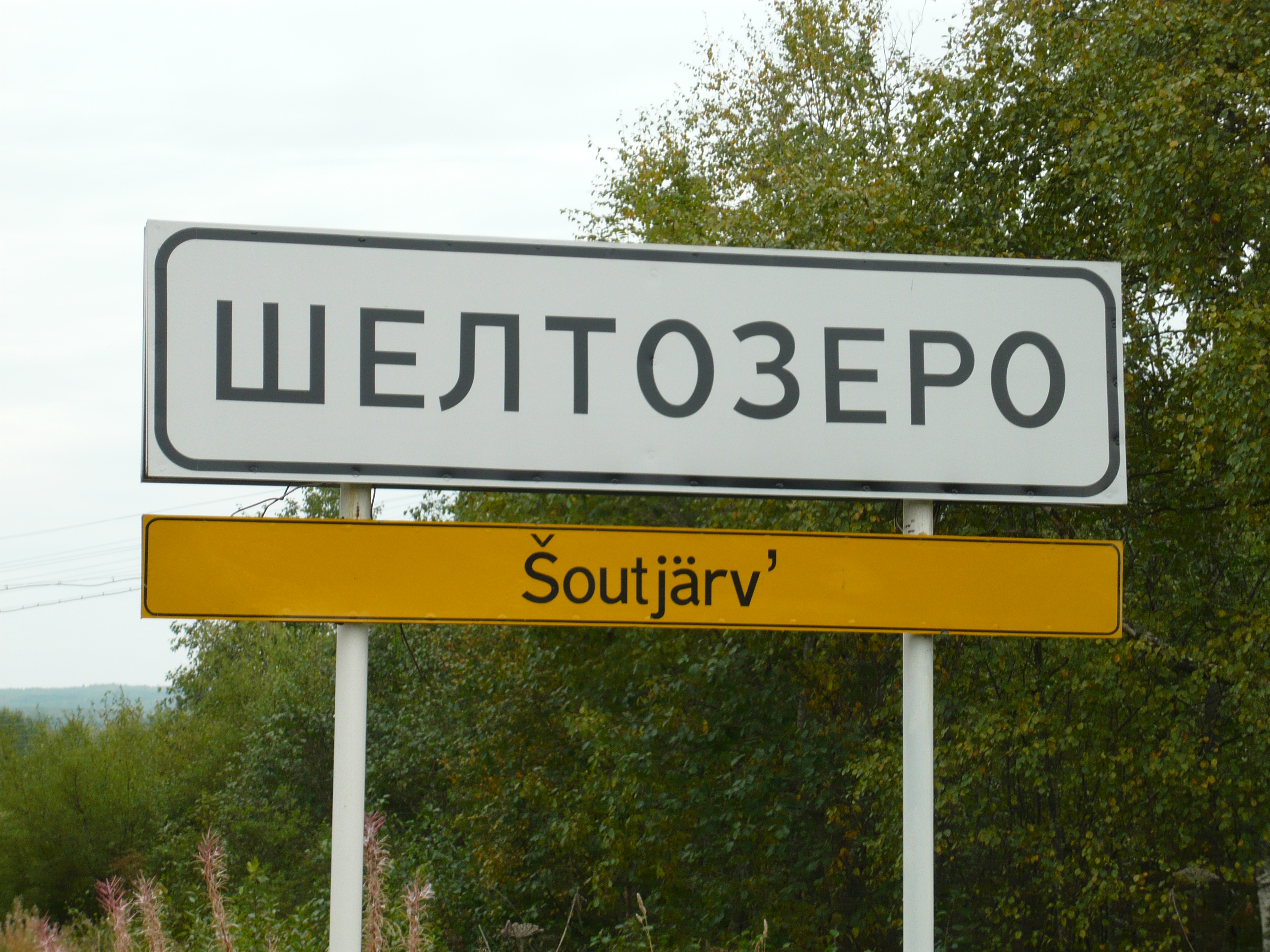
Közlekedési tábla a karéliai Šoutjärv' (oroszul Шёлтозеро) terület határán. A vepsze feliraton látható, hogy ha egy lágy hang a szó végén áll, lágyságát aposztróffal feltétlenül jelölni kell

A vepsze latin betűs írást alkalmaz, amely 28 betűből és az aposztrófból áll.
| A a | B b | C c | Č č | D d | E e | F f | G g | H h | I i |
| J j | K k | L l | M m | N n | O o | P p | R r | S s | Š š |
| Z z | Ž ž | T t | U u | V v | Ü ü | Ä ä | Ö ö | ’   |     |

A vepsze ábécé több egyedi megoldást is tartalmaz. Mássalhangzók esetében a diakritikus jellel ellátott betűk (č, š, ž) a jelöletlen megfelelőjüket követik a betűrendben. Az umlautos, magánhangzókat jelölő betűk (ü, ä, ö) az ábécé legvégén találhatóak. Sorrendjük a finn ábécé sorrendjét követi, a finnben az ü hangot y jelöli, és mivel ez nem ékezetes betű, ezért ez áll az első helyen, a másik két betű ismét "szabályosan" követik egymást. Szokatlan módon a vepsze betűrendben a z és a ž betűk az s és š betűket követik, és ilyen módon megelőzik a t-t, az u-t és a v-t.
A betűkészletbe hagyományosan beletartozik külön az aposztróf is, amely az ábécé legvégén foglal helyet, a betűrendben azonban az aposztróf nem az ö-t követi, hanem a betű és a lágyságjel kapcsolata (pl. d') az adott betű (pl. d) után sorolódik be (pl. sid’ 'most', sid’-žo 'azonnal', sidaig 'mostanában', sidoda 'kötni', sid’päi 'tovább').
Egy mássalhangzó akkor lágy, ha mögötte lágyító magánhangzó áll. Fonetikai természete miatt a lágyság alapvetően nem jelölt. A lágyság jelölésének szabályai hasonlóak az orosz ь használatának szabályaihoz. Az aposztróf megjelenik akkor, ha a lágy hang után nem lágyító magánhangzó áll (pl. st’okol 'üveg'), ha mögötte egy másik mássalhangzó áll (pl. sil’m 'szem') vagy ha a lágy mássalhangzó abszolút szóvégen van (pl. hir' 'egér').

## Főnévragozás

### Tőtípusok
A vepszében négy tövet különböztethetünk meg. A legtöbb tő két- vagy háromalakú, és a tövek váltakozása bizonyos szabályokat követ. De a balti finn nyelvekre jellemző alaki sokszínűség miatt a nyelvoktatásban nem a szabályalkotásra fektetik a fő hangsúlyt a tövek kikövetkeztethetősége végett, hanem inkább a szótárban megadják a szó legfontosabb alakjait, amelyből kinyerhetők az egyes tövek, a nyelvtanulók pedig az egyes szavakkal együtt tanulják meg ezeket.
A vepszében négy alak tartalmazza a négy tövet, ezek a következők:
1. az egyes szám alanyesetű alak, amely a szótárban mint besorolási egység szerepel;
2. az egyes szám birtokos esetű alak, amelyből az -n genitívuszrag elhagyásával nyerhető egy magánhangzóra végződő, általában az alanyesetű tőnél hosszabb tő, ez áll jellemzően az összes rag előtt egyes számban;
3. az egyes szám részelőhatározói esetű, avagy partitívuszi alak, amelyből a -d/-t partitívuszrag elhagyásával nyerhető ki a tő, és amely a legtöbb esetben megegyezik a birtokos esetű tővel, ritkábban pedig különbözik; ha a két tő egyezik, akkor ezt az alakot nem adják meg a szótárban; ha a két tő különbözik, akkor ez a tő áll a partitívuszrag, az illatívuszrag, az aditívuszrag és a terminatívuszrag előtt egyes számban;
4. a többes szám partitívuszi alak, amelyből a -id toldalékegyüttes elhagyásával kapható meg az a tő, amely az ún. függő eseteknél áll a többes számban, azaz az alanyeset kivételével mindig.

A szótári alakokat és a tőtípusokat a következő táblázat foglalja össze:
|          | szótári alak  | SgG      | SgP     | PlP      |
| -------- | ------------- | -------- | ------- | -------- |
| egy tő   | ma ’föld’     | ma-n     | ma-d    | ma-id    |
| két tő   | kana ’tyúk’   | kana-n   | kana-d  | kano-id  |
| három tő | ak ’asszony’  | aka-n    | aka-d   | ako-id   |
| négy tő  | karbe ’zuzmó’ | karpke-n | karbe-t | karpk-id |

### Jelek
A többi balti finn nyelvhez hasonlóan kétféle többesszámjel található a vepszében. Ha a többes számot nem követi testes rag, akkor a -d jelenik meg. Ha utána testes rag áll, azaz az ún. függő esetekben az -i- jelenik meg a tő és a rag között.

### Ragok

#### A ragok eredetük szerint
A vepsze különlegesnek mondható a balti finn nyelvek között, ugyanis, bár a finnugor nyelvekre általánosan jellemző, hogy a névutóik gyakran raggá válnak, a balti finn nyelvekben ez mégis ritka, csupán elvétve találunk rá példát. Evvel szemben a vepszében több névutó is grammatizálódott, és összeolvadt a raggal, amely azon a főnéven volt található, amelyhez a névutó tartozott.
A vepszében mindent összevetve háromféle ragtípust különböztethetünk meg a keletkezésük alapján.
- Megőrződtek bizonyos primér ragok, amelyek egy része már az uráli alapnyelvben is hasonló hangalakkal és funkcióval rendelkeztek, más részük a közfinn korban kapta meg azt a funkcióját, amellyel a vepszében ma is bír. Primér ragok a genitívuszrag, az esszívuszrag és a partitívuszrag.
- Vannak olyan összetett ragok, amelyek jellemzően két primér ragból alakultak ki a közfinn korban, ezek általában a többi balti finn nyelvben is megtalálhatók. Ilyen ragok az illatívuszrag, az inesszívuszrag, a transzlatívuszrag, az allatívuszrag, az adesszívuszrag és az abesszívuszrag.

|                     | primér ragok:                         | latívuszrag: PFV *-s                                  | helynévképző: PFV *-lA                             | latívuszrag: PU *-k                                  |
| ------------------- | ------------------------------------- | ----------------------------------------------------- | -------------------------------------------------- | ---------------------------------------------------- |
| genitívusz: PU *-n  | genitívusz: PF *-n vepsze: -n         |                                                       |                                                    |                                                      |
| latívusz: PU *-n’   | datívusz: PF *-n’ vepszében eltűnt    | illatívusz: PF *-sen > *-hen vepsze: -ho/-he          | allatívusz: PF *-len vepsze: -le                   |                                                      |
| lokatívusz: PU *-nA | esszívusz: PF *-na/-nä vepsze: -n     | inesszívusz: PF *-sna/-snä > *-ssa/-ssä vepsze: -s/-š | adesszívusz: PF *-lna/-lnä > *-lla/-llä vepsze: -l | terminatívusz: PF *-nnik vepszében eltűnt            |
| ablatívusz: PU *-tA | partitívusz: PF *-ta/tä vepsze: -t/-d | elatívusz: PF *-sta/-stä vepszében átalakult          | ablatívusz: PF *-lta/-ltä vepszében átalakult      | abesszívusz: PF *-ttak/-ttäk > -tta/-ttä vepsze: -ta |
| latívusz: PU *-k    |                                       | transzlatívusz: PF *-kse > -ksi vepsze: -ks/-kš       |                                                    |                                                      |

- A harmadik csoportba olyan ragok tartoznak, amelyek egy primér rag és egy névutó összeolvadásából jöttek létre. Amikor ezek az elemek megszilárdultak, és teljesértékű esetraggá váltak, akkor további ragok és névutók is csatlakozhattak hozzájuk, ami többszörösen összetett ragokat eredményezett. A következő táblázatban megtalálhatók ezek a ragok és az adott névutók finn vagy észt megfelelői.

| finn päin ’felé’                        | elatívusz: -s + päin = -späi/-špäi                                               | terminatívusz: -le + päin = -lepäi                         |
| finn päin ’felé’                        | ablatívusz: -l + päin = -lpäi                                                    | terminatívusz: -ha + päin = -hapäi/-hepäi                  |
| finn luona ’-nál/-nél’                  | allatívusz approximatívusz: -n genitívusz + luona = -nno                         | allatívusz approximatívusz: -n genitívusz + luona = -nno   |
| finn luona ’-nál/-nél’                  | adesszívusz approximatívusz: -n genitívusz + luona + -ks transzlatívusz = -nnoks |                                                            |
| finn luona ’-nál/-nél’                  | egresszívusz: -n genitívusz + luona + päin = -nnopäi                             |                                                            |
| finn myöten, észt mööda ’valami mentén’ | prolatívusz: -d partitívusz + myöten = -dme                                      | prolatívusz: -d partitívusz + myöten = -dme                |
| észt koos ’együtt’                      | komitatívusz-insztrumentálisz: -n genitívusz + koos = -nke                       | komitatívusz-insztrumentálisz: -n genitívusz + koos = -nke |

#### A ragok alak szerint
A ragok általában nem mutatnak alaki eltéréseket a hangrend vagy a tőtípusok alapján, mégis vannak bizonyos alakbeli eltérések.
- Kétféle alakja van a partitívuszragnak egyes számban, a -d azoknál a szavaknál fordul elő, amelyeknél a genitívuszrag és a partitívuszrag előtt álló tő azonos, a -t pedig azoknál, amelyeknél eltérő.
- Sokkal gyakoribb, hogy az egyes számhoz és a többes számhoz kapcsolódó ragok valamilyen hangbeli eltérést mutatnak, ez lehet palatalizáció, például az inesszívusz (-s : -š), az elatívusz (-späi : -špäi) és a transzlatívusz esetében (-ks : -kš), vagy lehet magánhangzókölünbség, például az illatívusz (-ho : -he) és a terminatívusz esetében (-hasai : -hesai). Ezek a változások a többes szám -i jelének jelenlétével magyarázhatók.
- Egyes többes számú ragoknál mind a két többes szám jel megjelenik, produktívan az -i- többesszámjel, amely minden függő esetű alakban jelen van, és a -d-, amely az alanyesetben szabályos, de bizonyos esetragokkal mára egybeolvadt, így a genitívusszal (-den), az allatívusz approximatívusszal (-dennoks), az adesszívusz approximatívusszal (-denno), az egresszívusszal (-dennopäi) és a komitatívusz-insztrumentálisszal (-denke). Ennek oka, hogy a kétféle többesszámjel egymás mellett élt a használatban, az észtben ma is vannak olyan szavak, amelyeknek kétféle ragozása lehetséges ez alapján, a lívben pedig szintén kimutatható a két többesszámjel együttes meglétének.

#### A ragok jelentés szerint

##### Grammatikai esetek
A vepszében három ún. grammatikai eset található: a nominatívusz, a genitívusz és a partitívusz. Viszont hiányzik az akkuzatívusz és a datívusz, ezek szerepeit más, gyakran több rag vette át. Az uráli *-m akkuzatívusz a közfinn korban szabályos szó végi m > n változással -n-né vált, az uráli *-n’ datívuszrag pedig a közfinnben lejátszódó depalatalizációnak köszönhetően szintén -n-né vált. Ennek eredményeként a genitívusz, az akkuzatívusz és a datívusz azonos alakúvá vált, és végül a genitívuszi funkció maradt meg. Ez a jelenség lív kivételével minden balti finn nyelvben lejátszódott. (A lívben az -n datívuszi funkcióban maradt meg, és a genitívusz lett alaktalan, a birtokos esetet olykor tőbeli magánhangzó-, ritkábban mássalhangzó-változás mutatja.) Minden finnségi nyelvben az akkuzatívuszi funkciót egyes számban a genitívusszal, többes számban a nominatívusszal megegyező alak fejezi ki. A datívusz funkcióját a vepszében (de jellemzően a többi finnségi nyelvben is a lív kivételével) az allatívusz vette át.
A partitívusz elsődleges funkciója a részleges és a határozatlan tárgy kifejezése. Általában partitívusz fejezi ki a tárgyat, ha a mondat tagadó, ha a mondatban kifejezett cselekvés vagy történés nem tekinthető befejezettnek, vagy ha a tárgy határozatlan (vagyis a magyarban határozatlan névelővel vagy névelőtlenséggel fejeznénk ki). Általában partitívuszban állnak az anyagnevek, a többes számú gyűjtőnevek és népnevek, valamint a szó számnevek után.

##### Állapothatározói és eszközhatározói esetek
Állapothatározói minőséget fejez ki az esszívusz, amely valamilyen állapotban való levést ír le (pl.: opendajan ’tanárként’), az abesszívusz valami nélküliséget jelent (pl.: lapseta ’gyermektelenül’), a transzlatívusz állapot- és eredményhatározó a mondatban, azt fejezi ki, hogy a mondatban foglalt cselekvés végére az adott dolog vagy személy mivé, milyenné válik (pl.: opendajaks ’tanárrá’). A komitatívusz-insztrumentálisz társ- és eszközhatározó (pl.: lapsenke ’gyerekekkel’, pirdimenke ’ceruzával’).

##### Helyhatározóragok
|            | hová?                              | hol?                              | honnan?                      |
| ---------- | ---------------------------------- | --------------------------------- | ---------------------------- |
| belső      | illatívusz: -ho/-he                | inesszívusz: -s/-š                | elatívusz: -späi/-špäi       |
| külső      | allatívusz: -le                    | adesszívusz: -l                   | ablatívusz: -lpäi            |
| érintkezés | allatívusz approximatívusz: -nnoks | adesszívusz approximatívusz: -nno | egresszívusz: -nnopäi        |
| áthaladás  | prolatívusz: -dme                  | aditívusz: -lesai                 | terminatívusz: -lapäi        |
| áthaladás  | prolatívusz: -dme                  | aditívusz: -hasai/-hesai          | terminatívusz: -hapäi/-hepäi |

### Ragozási minta
A ragozási minta azt a négy szót tartalmazza, amelyek segítségével a tőtípusokat bemutattuk. A táblázatba felvettük a tárgyesetet avagy akkuzatívuszt is, mint különálló esetet, annak ellenére, hogy a balti finn nyelvészet hagyományosan nem ismeri el ennek a létét. Tipológiai szempontból ugyanakkor a nominatív nyelvekben a tárgyeset szükségképpen jelen lévő nyelvatni eset. Lásd még: Nominatív nyelvek.
A nyelvleírások abban sem értenek egyet, hogy mely nyelvtani esetek aktívak, és melyek passzívak, azaz melyek illeszthetők hozzá produktívan bármely szóhoz, és melyek találhatóak meg már csak rögzült alakokban. Általában passzívnak tartják az esszívuszi és az abesszívuszi esetvégződést.
|          | Egyes szám                                 | Egyes szám         | Egyes szám         | Egyes szám         | Többes szám        | Többes szám        | Többes szám        | Többes szám        |
|          | ma ’föld’                                  | kana ’tyúk’        | ak ’asszony’       | karbe ’zuzmó’      | ma ’föld’          | kana ’tyúk’        | ak ’asszony’       | karbe ’zuzmó’      |
|          | Grammatikai esetek                         | Grammatikai esetek | Grammatikai esetek | Grammatikai esetek | Grammatikai esetek | Grammatikai esetek | Grammatikai esetek | Grammatikai esetek |
| -------- | ------------------------------------------ | ------------------ | ------------------ | ------------------ | ------------------ | ------------------ | ------------------ | ------------------ |
| N        | ma                                         | kana               | ak                 | karbe              | mad                | kanad              | akad               | karbed             |
| A        | man                                        | kanan              | akan               | karpken            | mad                | kanad              | akad               | karbed             |
| G        | man                                        | kanan              | akan               | karpken            | maiden             | kanoiden           | akoiden            | karpkiden          |
| P        | mad                                        | kanad              | akad               | karbet             | maid               | kanoid             | akoid              | karpkid            |
|          | Helyhatározói esetek:                      |                    |                    |                    |                    |                    |                    |                    |
|          | I. Belső                                   |                    |                    |                    |                    |                    |                    |                    |
| Illat    | maho                                       | kanaho             | akaho              | karbeho            | maihe              | kanoihe            | akoihe             | karpkihe           |
| Iness    | mas                                        | kanas              | akas               | karpkes            | maiš               | kanoiš             | akoiš              | karpkiš            |
| Elat     | maspäi                                     | kanaspäi           | akaspäi            | karpkespäi         | maišpäi            | kanoišpäi          | akoišpäi           | karpkišpäi         |
|          | II. Külső                                  |                    |                    |                    |                    |                    |                    |                    |
| Allat    | male                                       | kanale             | akale              | karpkele           | maile              | kanoile            | akoile             | karpkile           |
| Adess    | mal                                        | kanal              | akal               | karpkel            | mail               | kanoil             | akoil              | karpkil            |
| Ablat    | malpäi                                     | kanalpäi           | akalpäi            | karpkelpäi         | mailpäi            | kanolpäi           | akolpäi            | karpklpäi          |
|          | III. Érintkezési                           |                    |                    |                    |                    |                    |                    |                    |
| All-Apr  | mannoks                                    | kanannoks          | akannoks           | karpkennoks        | maidennoks         | kanoidennoks       | akoidennoks        | karpkidennoks      |
| Ad-Apr   | manno                                      | kananno            | akanno             | karpkenno          | maidenno           | kanoidenno         | akoidenno          | karpkidenno        |
| Egress   | mannopäi                                   | kanannopäi         | akannopäi          | karpkennopäi       | maidennopäi        | kanoidennopäi      | akoidennopäi       | karpkidennopäi     |
|          | IV. Áthaladási                             |                    |                    |                    |                    |                    |                    |                    |
| Prolat   | madme                                      | kanadme            | akadme             | karpkedme          | maidme             | kanoidme           | akoidme            | karpkidme          |
| Adit     | malesai                                    | kanalesai          | akalesai           | karbelesai         | mailesai           | kanoilesai         | akoilesai          | karpkilesai        |
| Term     | malepäi                                    | kanalepäi          | akalepäi           | karbelepäi         | mailepäi           | kanoilepäi         | akoilepäi          | karpkilepäi        |
|          | Állapothatározói és eszközhatározói esetek |                    |                    |                    |                    |                    |                    |                    |
| Com-Inst | manke                                      | kananke            | akanke             | karpkenke          | maidenke           | kanoidenke         | akoidenke          | karpkidenke        |
| Trans    | maks                                       | kanaks             | akaks              | karpkeks           | maikš              | kanoikš            | akoikš             | karpkikš           |
| Ess      | man                                        | kanan              | akan               | karpken            | main               | kanoin             | akoin              | karpkin            |
| Abess    | mata                                       | kanata             | akata              | karpketa           | maita              | kanoita            | akoita             | karpkita           |

## Igeragozás
A vepsze igeragozás sokban hasonlít a többi balti finn nyelvéhez, ugyanakkor számos egyedülálló innováció is található benne. Az igéknek három módja (kijelentő, felszólító és feltételes mód) és három egyszerű ideje (jelen, múlt és jövő idő) van. Ez nagyrészt megegyezik a többi finnségi nyelvben található rendszerrel, a jövő időtől eltekintve, amely más balti finn nyelvekben nem, és más finnugor nyelvekben is csak ritkán fordul elő. A balti finn ágban jól megőrződött a tagadó ige, ennek használata a vepszének is sajátja. A létige és a befejezett melléknévi igenév segítségével összetett igealakok hozhatók létre, ez indoeurópai hatásra alakult ki az ág valamennyi nyelvében. Viszont a vepszében egyedülálló módon alakult ki a visszaható igeragozás kategóriája, amely orosz hatásra fejlődött ki, és hasonló logikával a lettben is megvan.

### Tőtípusok
A vepsze igéknek három töve van, amelyek különböző igelakok alapjaiként szolgálnak. A három tő különbözhet egymástól, de kettő közülük jellemzően megegyezik.
1. A szótárban a főnévi igenevet szokták a besorolás alapjaként megadni. Erről az alakról levágva egyszerű igék esetében a -ta/-da, visszaható igék esetében a -tas/-das főnévi igenévi képzőt kapjuk meg azt a tövet, amely a passzív befejezett melléknévi igenév előtt is áll.
2. A szótárban a második alak a kijelentő mód, jelen idejű egyes szám harmadik személyű alak, amelyről egyszerű igéknél a -b személyragot, visszaható igéknél pedig a -se személyragot kell eltávolítanunk, hogy megkapjuk a tövet. Ez a tő áll a jelen időben a személyragok előtt, a jövő idő jele, az aktív befejezett melléknévi igenév képzője előtt. A puszta igető áll a felszólító mód egyes szám második személyben és a jelen idejű tagadó ige után minden számban és személyben.
3. A szótárban a harmadik alak a kijelentő mód, múlt idejű egyes szám harmadik személyű alak. Ezen egyszerű igéknél a múlt idő -i jelét, visszaható igéknél pedig a múlt idő -i- jelét és a -he személyes névmást találjuk. Ez a tő szerepel a múlt idő, a felszólító mód, a feltételes mód és az aktív folyamatos melléknévi igenév jele előtt.

### A tövek az igenévi képzőkkel és igejelekkel összevetve
| szótári alak                    | tő   | toldalékok |
| ------------------------------- | ---- | --- |
| ajada 'járni' ajadas 'járkálni' | aja- | aja-da (főnévi igenév – egyszerű), aja-das (főnévi igenév – visszaható)                                              |
| ajada 'járni' ajadas 'járkálni' | aja- | aja-dud(-) (passzív befejezett melléknévi igenév)                                                                    |
| ajab 'jár' ajase 'járkál'       | aja- | aja- (jelen idő) |
| ajab 'jár' ajase 'járkál'       | aja- | aja-škande- (jövő idő)                                                                                               |
| ajab 'jár' ajase 'járkál'       | aja- | aja-nu(-) (aktív befejezett melléknévi igenév – egyszerű), aja-nus (aktív befejezett melléknévi igenév – visszaható) |
| ajab 'jár' ajase 'járkál'       | aja- | aja (felszólító mód, egyes szám, második személy)                                                                    |
| ajab 'jár' ajase 'járkál'       | aja- | aja (jelen idejű tagadó ige után)                                                                                    |
| ajoi 'járt' ajoihe 'járkált'    | ajo- | ajo-i(-) (múlt idő)                                                                                                  |
| ajoi 'járt' ajoihe 'járkált'    | ajo- | ajo-g(a)- (felszólító mód)                                                                                           |
| ajoi 'járt' ajoihe 'járkált'    | ajo- | ajo-iži- (feltételes mód)                                                                                            |
| ajoi 'járt' ajoihe 'járkált'    | ajo- | ajo-i (aktív folyamatos melléknévi igenév)                                                                           |

A bemutatott toldalékolt alakok közül a főnévi igenév ragozhatatlan, a melléknévi igenévi alakok pedig a névszók mintájára ragozhatók. Az összetett igealakokban szereplő -nu- képzős aktív befejezett melléknévi igenév a többes számban (tehát a mö 'mi', tö 'ti' és hö 'ők' névmások mellett) többes számban áll -nud formában. Az időjelek és a módjelek kizárják egymást, vagy csak egyik, vagy csak a másik jelenhet meg. Utánuk jellemzően személyragok állnak, bár a múlt idejű egyes szám harmadik személyű személyrag testetlen.

### Személyragok
Az igei személyragoknak alapvetően két formája van, az egyik az egyszerű igékhez, a másik a visszaható igékhez járul. A felszólító módban azonban nincs ilyen különbségtétel.
|     | Egyszerű ragozás                 | Egyszerű ragozás | Visszaható ragozás | Visszaható ragozás      | Semleges ragozás |
|     | jelen és jövő idő feltételes mód | múlt idő         | jelen és jövő idő  | múlt idő feltételes mód | felszólító mód   |
| --- | -------------------------------- | ---------------- | ------------------ | ----------------------- | ---------------- |
| E/1 | -n                               | -n               | -moi               | -moi                    | —                |
| E/2 | -d                               | -d               | - toi              | -toi                    | -ø               |
| E/3 | -b                               | -ø               | -se                | -he                     | -ha              |
| T/1 | -m                               | -m               | -moiš              | -moiš                   | -m               |
| T/2 | -t                               | -t               | -toiš              | -toiš                   | -t               |
| T/3 | -ba                              | -ba              | -soiš              | -he                     | -ha              |

Jellemzően különböznek a jelen és jövő idejű alakok a múlt idejűektől, de míg az egyszerű igéknél a feltételes mód ragjai a jelen és jövő idejűekkel egyezik meg, addig a visszaható igéknél a múlt idejűkkel.
Az egyszerű igék ragjainak többsége személyes névmási eredetű, hasonlóan a legtöbb finnugor nyelvhez. A harmadik személyű -b és -ba alakok viszont egy képzőből jöttek létre: az uráli *-pз igenévképző a finnugor korben *-pa/pä alakban befejezetlen melléknévi igenévi képző lett. A finnben gyenge fokban -va/-vä alakban ma is e funkcióban szerepel, míg egyes szám harmadik személyű ragként vokalizálódott, és az előtte álló magánhangzó megnyúlásában fejeződik. De a többes szám harmadik személyű alakban megőrződött -vat/-vät alakban, amelyen egy többesszámjel is található. Más finnségi nyelvekben a p zöngésült, a magánhangzó pedig eltűnt (például észtben és a lívben), a vepszében a többes szám harmadik személyben bizonyára a korábban a toldalék végén megtalálható többesszámjel miatt őrződött meg a ragvégi magánhangzó.
A visszaható igeragozásban is a személyes névmások módosult alakjaival találkazunk, ezúttal a harmadik személyben is. A többes számú alakok attól különböznek az egyes számúaktól, hogy rajtuk megtalálható egy -š hang, amely az oroszból került át. A múlt idő -i- és a feltételes mód -iži- jelének i hangjainak hatására lett az s hangból h a harmadik személyekben.
Felszólító módban nem létezik egyes szám első személyű alak. Az egyes szám második személyű alak a jelen idejű tövel egyezik meg. A többi alakban a múlt idejű tő szerepel, amihez a felszólító mód jele kapcsolódik. A -ha előtt a jel -g-, a többi esetben -ga- alakú.

### Ragozási minta
A vepszében az egyszerű igeidők szintetikusan alkothatók meg a tő, az időjel és a személyrag összekapcsolásával. Az összetett igeidők a ragozott létigéből (segédigéből) és az aktív befejezett melléknévi igenévből állnak: létezik befejezett múlt (perfectum) és régmúlt (plusquamperfect). Az időjel és a módjel kizárják egymást, ezért a múlt idejű feltételes módú alakok is csak analitikusan hozhatók létre. A feltételes mód a segédigén, a múlt idő az igenévi formán van jelölve.
|     | Kijelentő mód | Kijelentő mód | Kijelentő mód | Kijelentő mód | Kijelentő mód   | Kijelentő mód   | Feltételes mód  | Feltételes mód  | Felszólító mód |
|     | Futurum       | Futurum       | Praesens      | Praesens      | Imperfectum     | Imperfectum     | Feltételes mód  | Feltételes mód  | Felszólító mód |
|     | egyszerű      | visszaható    | egyszerű      | visszaható    | egyszerű        | visszaható      | egyszerű        | visszaható      | Felszólító mód |
| --- | ------------- | ------------- | ------------- | ------------- | --------------- | --------------- | --------------- | --------------- | -------------- |
| E/1 | ajaškanden    | ajaškandemoi  | ajan          | ajamoi        | ajoin           | ajoimoi         | ajoižin         | ajoižimoi       | —              |
| E/2 | ajaškanded    | ajaškandetoi  | ajad          | ajatoi        | ajoid           | ajoitoi         | ajoižid         | ajoižitoi       | aja            |
| E/3 | ajaškandeb    | ajaškandese   | ajab          | ajase         | ajoi            | ajoihe          | ajoižib         | ajoižihe        | ajogha         |
| T/1 | ajaškandem    | ajaškandemoiš | ajam          | ajamoiš       | ajoim           | ajoimoiš        | ajoižim         | ajoižimoiš      | ajogam         |
| T/2 | ajaškandet    | ajaškandetoiš | ajat          | ajatoiš       | ajoit           | ajoitoiš        | ajoižit         | ajoižitoiš      | ajogat         |
| T/3 | ajaškandeba   | ajaškandesoiš | ajaba         | ajasoiš       | ajoiba          | ajoihe          | ajoižiba        | ajoižihe        | ajogha         |
|     |               |               | perfectum     | perfectum     | plusquamperfect | plusquamperfect | feltételes múlt | feltételes múlt |                |
|     |               |               | egyszerű      | visszaható    | egyszerű        | visszaható      | egyszerű        | visszaható      |                |
| E/1 | —             | —             | olen ajanu    | olen ajanus   | olin ajanu      | olin ajanus     | oližin ajanu    | oližin ajanus   | —              |
| E/2 | —             | —             | oled ajanu    | oled ajanus   | olid ajanu      | olid ajanus     | oližid ajanu    | oližid ajanus   | —              |
| E/3 | —             | —             | om ajanu      | om ajanus     | oli ajanu       | oli ajanus      | oližib ajanu    | oližib ajanus   | —              |
| T/1 | —             | —             | olem ajanud   | olem ajanus   | olim ajanud     | olim ajanus     | oližim ajanud   | oližim ajanus   | —              |
| T/2 | —             | —             | olet ajanud   | olet ajanus   | olit ajanud     | olit ajanus     | oližit ajanud   | oližit ajanus   | —              |
| T/3 | —             | —             | oma ajanud    | oma ajanus    | oliba ajanud    | oliba ajanus    | oližiba ajanud  | oližiba ajanus  | —              |

## Szövegminta
A Miatyánk vepszéül és magyarul (szó szerinti fordítás a vepsze alapján):
| Vepszéül: | Magyarul: |
| --- | --- |
| Meiden Tat Meiden taivhaline Tatoi! Olgha pühä sinun nimi. Tulgha sinun valdkund. Tehkaha kaik sinun tahton mödhe, täl mal kut i taivhas. Anda meile tämbei jogapäiväine leib. I pästa meiden velgad, kut mö-ki pästam meiden velgnikoiden velgad. Ala ve meid kodvusehe, no päzuta meid pahaspäi. Sinun om vald i vägi i hüvüz’ kaikeks igäks. Amin'. | Miatyánk Mennybéli Atyánk, Legyen szent a Te neved. Jöjjön el a Te országod. Legyen minden a Te akaratod szerint, itt a földön úgy és(/mint) a mennyben. Add meg nekünk ma mindennapi kenyerünket. És bocsásd meg az adósságainkat, és mi(-)is megbocsátjuk a mi adósainknak az adósságát. És ne vezess minket a kísértésbe, de ments meg minket a rossztól. Tiéd az ország és a hatalom és a jóság mindig örökké. Ámen. |

Oroszország himnusza vepszéül és magyarul (szó szerinti fordítás a vepsze alapján). Az orosz himnuszban minden versszak után a refrén következik.
| Vepszéül: | Magyarul: |
| --- | --- |
| Venäman valdkundgimn Venäma – meiden pühä ma, Venäma – meiden armaz valdkund. Luja vald, sur' hoštuz - Sinun vara kaikile aigale! — ♦ — Refren: Hoštte, meiden joudai Tatanma, Vell'rahvahiden igähine nevond, Rahvahan elonmel', kudambad ezitatad andoiba! Hoštte, valdkund! Olem ülenpäiš sinus! — ♦ — Suvimerišpäi polärižhe agjahasai Meiden mecad da pöudod oma levigandud. Oled üks'jäine mail'mas! Oled eriližvuitte - Kodima, kudambad Jumal pidab! — ♦ — Avaruz om unikuvan da elon täht Tulebad voded avaidas meile. Meiden uskoližuz Tatanmale andab vägen meile. Se oli, se om dai kaiken linneb! | Oroszország himnusza Oroszország – a mi szent földünk, Oroszország – a mi szeretett országunk. Erős hatalom, nagy ragyogás - A te erőd minden időkre! — ♦ — Refrén: Ragyogj, mi szabad Apaföldünk, Testvénépek örök szövetsége, Népnek életbölcsessége, amelyet elődeink adtak! Ragyogj, ország! Vagyunk büszkék rád! — ♦ — A déltengerektől az északi végig A mi erdeink és mezőink vannak elterülve. Vagy egyedülálló a világon! Vagy különleges - Szülőföld, amelyet az Isten szeret! — ♦ — Végtelen az álomnak, és az élet számára Eljövendő évek nyílnak nekünk. A bizalmunk az Apaföldben ad erőt nekünk. Így volt, így van és mindig lesz! |

## Külső hivatkozások
- (magyar) Vepsze.hu
- (magyar) Vepsze nyelvtan
- (magyar) Vepsze-magyar szótár
- (magyar) Magyar-vepsze szótár
- (magyar) A finnugor és szamojéd népek zászlói
- (angol) Vepsze-angol szótár
- (lett) Vepsze-lett szótár Archiválva 2014. december 5-i dátummal a Wayback Machine-ben
- (vepsze) (orosz) Kodima, internetes vepsze újság Archiválva 2019. június 19-i dátummal a Wayback Machine-ben